# نادي ليفورنو
رابطة ليفورنو الرياضية لكرة القدم (Associazione Sportiva Livorno Calcio) هو نادي كرة قدم من ليفورنو، توسكانا، إيطاليا. تأسس عام 1915، ويلعب في الدوري الإيطالي الدرجة A منذ عام 2004 بعد غياب عنه منذ عام 1949. لون الفريق هو الأحمر الداكن أو الماروني، ومنه يلقب الفريق "amaranto" أي «الأحمر الداكن». أفضل إنجاز للفريق على صعيد الدوري الإيطالي الدرجة A هو حصوله على المرتبة الثانية في موسم 1942 / 1943، بعد نادي تورينو. ملعب الفريق هو ستاديو أرماندو بيتشي الذي يسع 18200 متفرج.

## إنجازات الفريق
- المستوى المحلي
  - الدرجة الثانية
    - البطل (2): 1932-1933، 1936-1937

  - الدرجة الثانية
    - البطل (3): 1954-1955، 1963-1964، 2001-2002

  - الدرجة الرابعة
    - البطل (1): 1983-1984

  - كأس الدرجة الثالثة
    - البطل (1): 1986-1987
- المستوى القاري
  - كأس الاتحاد الأوروبي
    - الدور الثاني (دور الـ32) (1): 2006-2007

## التشكيلة الحالية
ملاحظة: تشير الأعلام إلى المنتخب الوطني على النحو المحدد في قواعد الأهلية للفيفا. قد يحمل اللاعبون أكثر من جنسية واحدة غير تابعة للفيفا.
| الرقم | البلد    | المركز | اللاعب             |
| ----- | -------- | ------ | ------------------ |
| 1     | إيطاليا  | حارس   | ألفونسو دي لوتشيا  |
| 2     | إيطاليا  | مدافع  | رومانو بيرتيتشوني  |
| 3     | إيطاليا  | وسط    | أنطونيو فيليبيني   |
| 4     | كولومبيا | مدافع  | نيلسون ريفاس       |
| 5     | إيطاليا  | وسط    | دافيدي مارتشيني    |
| 6     | إيطاليا  | مدافع  | فابيو غالانتي      |
| 7     | إيطاليا  | وسط    | نيكو بولزيتي       |
| 8     | الدنمارك | وسط    | مارتين بيرغفولد    |
| 9     | ليتوانيا | مهاجم  | توماس دانيليفيشيوس |
| 10    | إيطاليا  | مهاجم  | فرانشيسكو تافانو   |
| 11    | إيطاليا  | حارس   | فرانشيسكو بينوسي   |

| الرقم | البلد      | المركز | اللاعب                    |
| ----- | ---------- | ------ | ------------------------- |
| 13    | كرواتيا    | مدافع  | داريو نيزيفيتش            |
| 15    | الأرجنتين  | مهاجم  | غاستون سيليرينو           |
| 17    | الأوروغواي | مدافع  | ليوناردو مارتين ميليونيكو |
| 18    | إيطاليا    | مهاجم  | فيديريكو ديونيزي          |
| 21    | إيطاليا    | وسط    | دافيدي مورو               |
| 24    | البرازيل   | وسط    | موزارت                    |
| 46    | إيطاليا    | مدافع  | ميركو بييري               |
| 59    | البرازيل   | مدافع  | ماركوس دينيز              |
| 77    | إيطاليا    | وسط    | كريستيان ريموندي          |
| 87    | إيطاليا    | وسط    | لويجي فيتالي              |
| 91    | إيطاليا    | وسط    | ماتيو ليجناني             |

## وصلات خارجية
- الموقع الرسمي